# If I Don't Break Your Heart I'll Break Mine
If I Don't Break Your Heart I'll Break Mine è un singolo della cantante britannica Sophie and the Giants, pubblicato il 23 luglio 2021 dalla Island Records.

## Video musicale
Il video musicale del brano in versione Live Session è stato pubblicato contestualmente all'uscita del singolo sul canale YouTube ufficiale della cantante.

## Tracce
Testi e musiche di Sophie Scott, Norma Jean Martine e Chris Lewis.
1. If I Don't Break Your Heart I'll Break Mine – 3:02